# Rödnoppor
Rödnoppor (Gamochaeta) är ett släkte av korgblommiga växter. Rödnoppor ingår i familjen korgblommiga växter.

## Bildgalleri

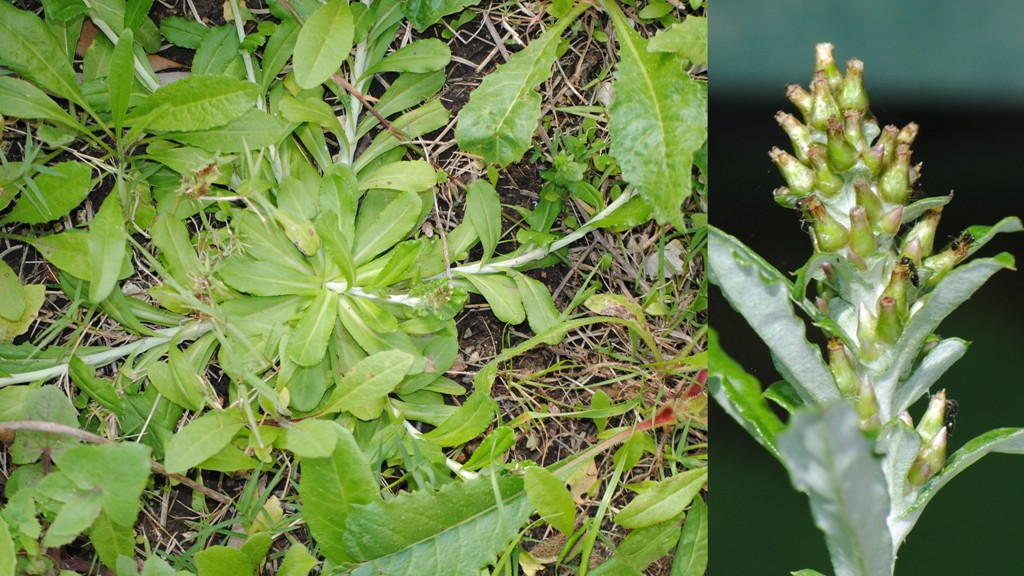
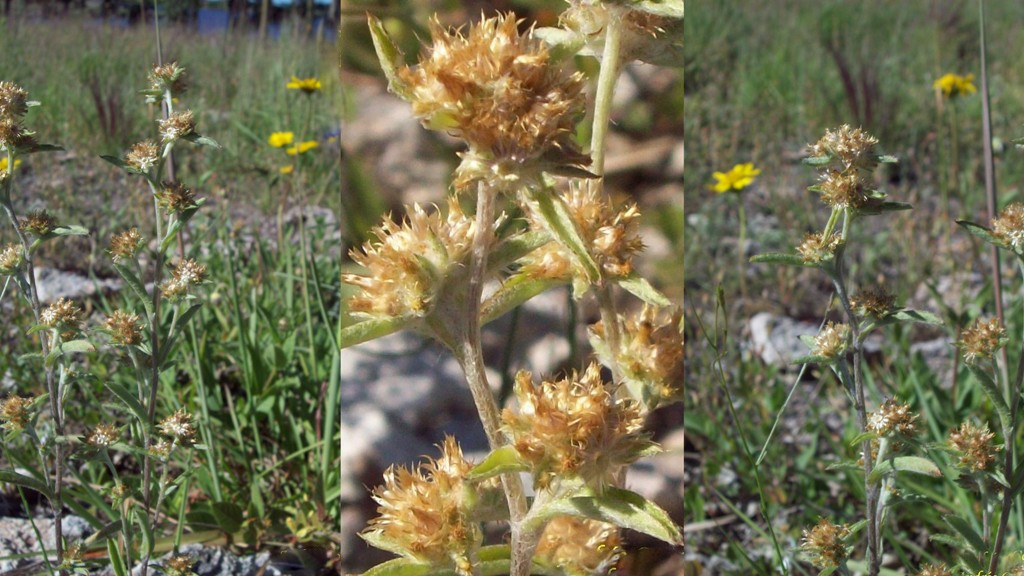
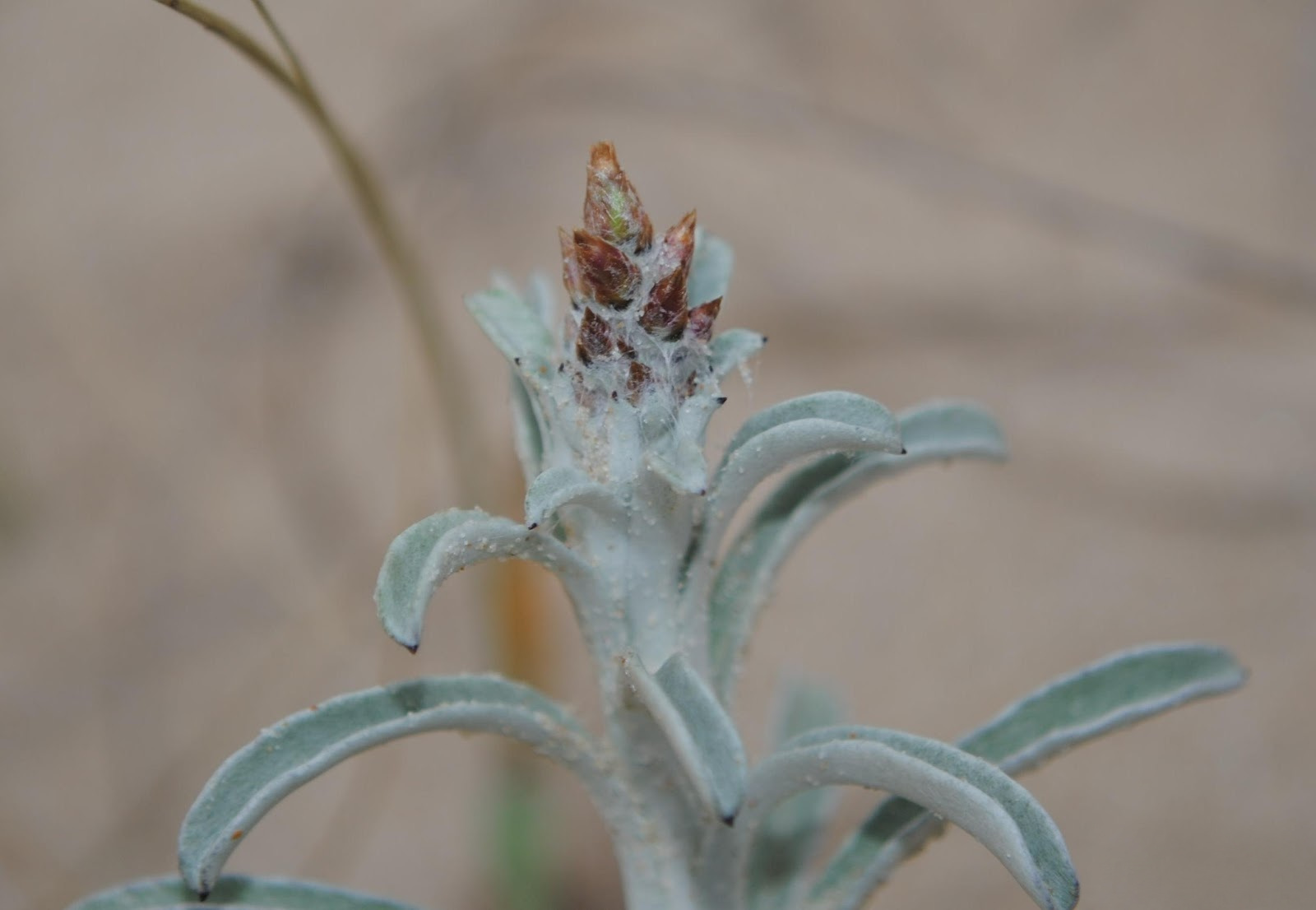
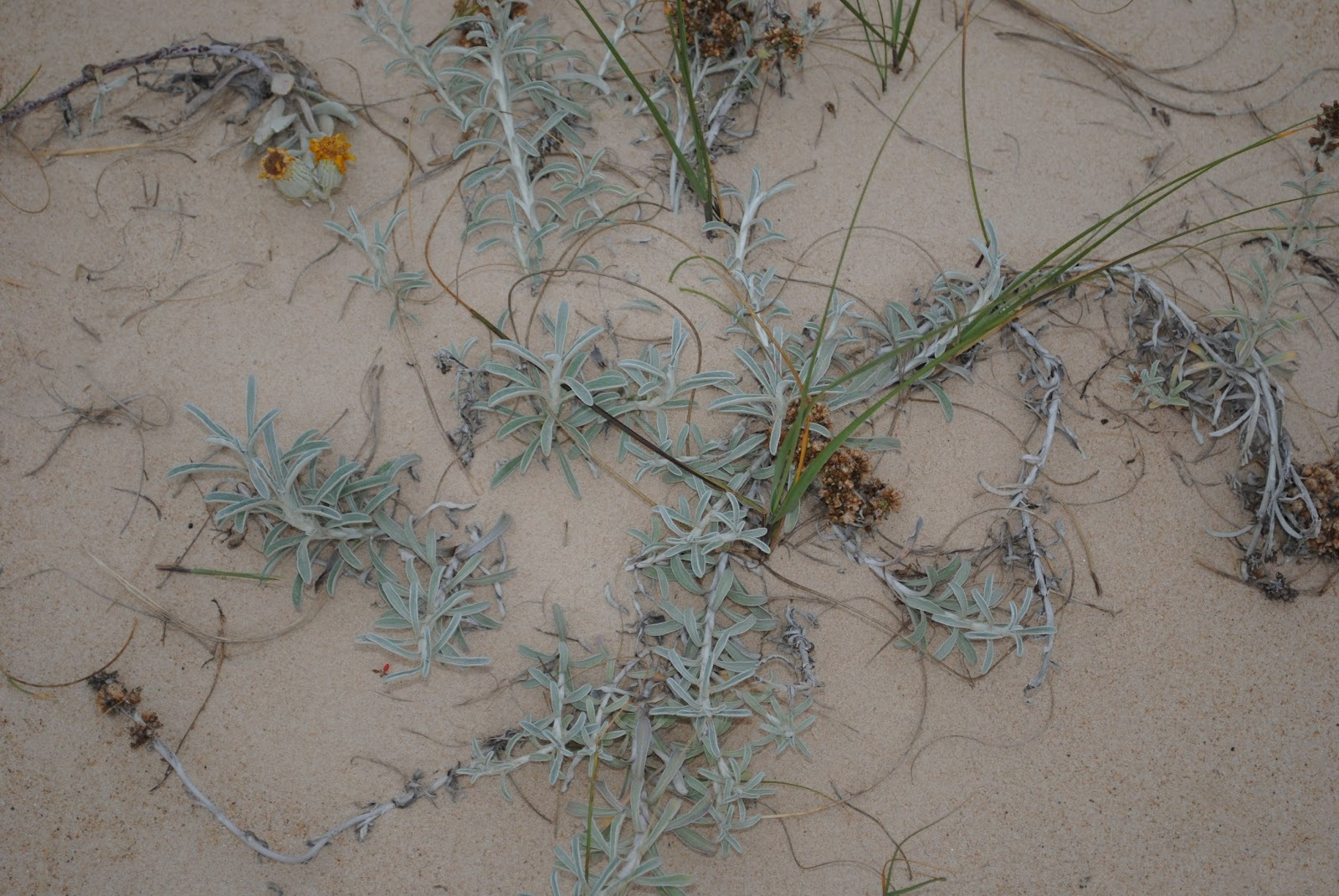
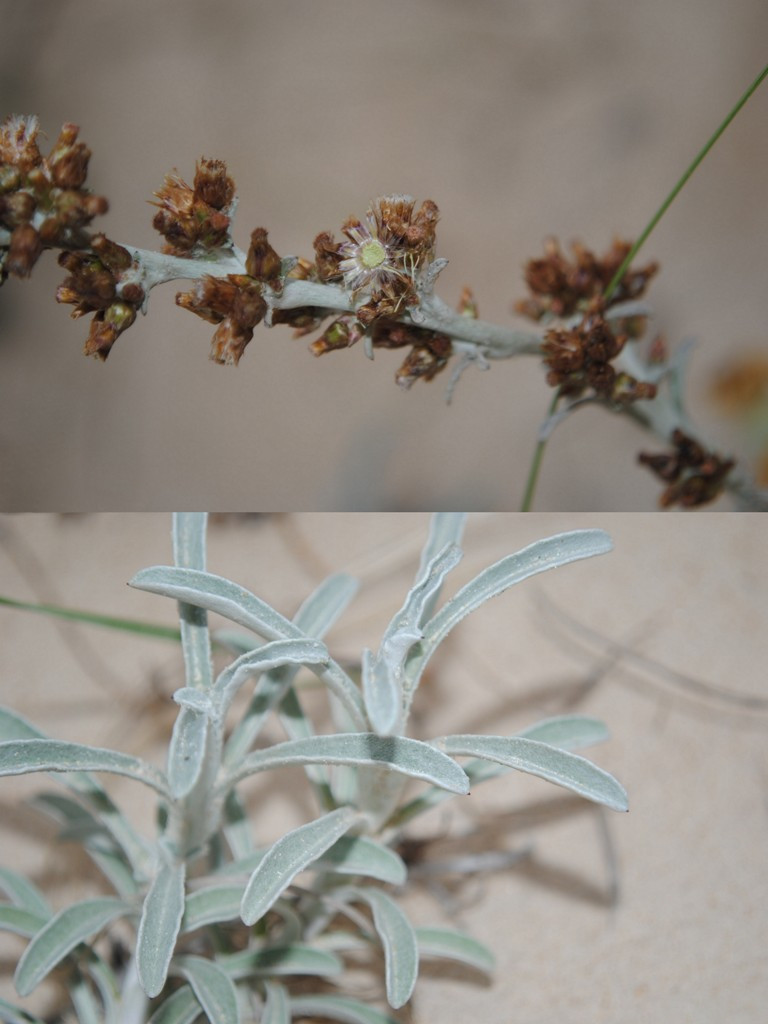
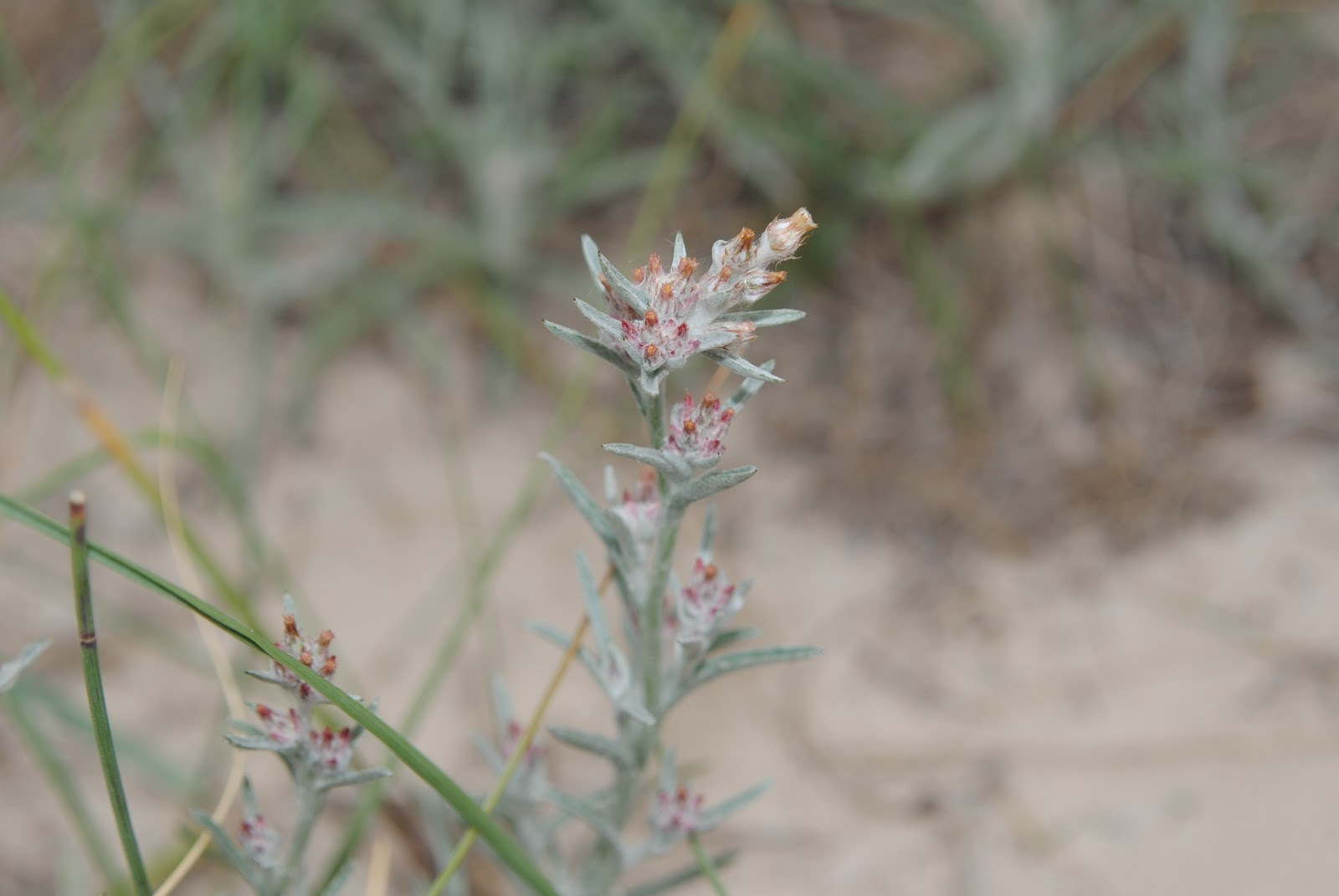

## Dottertaxa till Rödnoppor, i alfabetisk ordning[1]
- Gamochaeta aliena
- Gamochaeta ambatensis
- Gamochaeta andina
- Gamochaeta andinum
- Gamochaeta antarctica
- Gamochaeta argentina
- Gamochaeta argyrinea
- Gamochaeta axillaris
- Gamochaeta badillana
- Gamochaeta berteroana
- Gamochaeta boliviensis
- Gamochaeta camaquaensis
- Gamochaeta chamissonis
- Gamochaeta chilensis
- Gamochaeta chionesthes
- Gamochaeta depilata
- Gamochaeta deserticola
- Gamochaeta diffusa
- Gamochaeta erecta
- Gamochaeta girardiana
- Gamochaeta grazielae
- Gamochaeta hiemalis
- Gamochaeta humilis
- Gamochaeta irazuensis
- Gamochaeta longipedicellata
- Gamochaeta lulioana
- Gamochaeta malvinensis
- Gamochaeta meridensis
- Gamochaeta monticola
- Gamochaeta neuquensis
- Gamochaeta nigrevestis
- Gamochaeta nivalis
- Gamochaeta oligantha
- Gamochaeta oreophila
- Gamochaeta platensis
- Gamochaeta polybotrya
- Gamochaeta procumbens
- Gamochaeta rizzinii
- Gamochaeta rosacea
- Gamochaeta serpyllifolia
- Gamochaeta simplicaulis
- Gamochaeta simplicicaulis
- Gamochaeta spiciformis
- Gamochaeta stachydifolia
- Gamochaeta stagnalis
- Gamochaeta suffruticosa
- Gamochaeta thouarsii
- Gamochaeta valparadisea
- Gamochaeta villarroelii